# Carla Porta Musa
Carla Porta Musa (Côme, 15 mars 1902 -  Côme, 10 octobre 2012, d'une pneumonie) est une supercentenaire, essayiste et poète italienne.
Sa passion pour les livres a commencé à son sixième anniversaire, lorsque son père lui donne une petite bibliothèque qu'elle partage avec ses trois frères et sœurs. Elle étudie à Lausanne (Suisse), à Bushey (Royaume-Uni), et à Paris (France).